# Фазовопросторова теорія
Фазовопросторова теорія (рос. фазовопространственная теория, англ. phase-space theory) — теорія, що описує мономолекулярні чи бімолекулярні реакції, які проходять через довгоживучі комплекси. Припускається, що ймовірність реакції є пропорційною до числа станів, доступних для певних каналів утворення продуктів, поділеного на число станів, що відповідають усім каналам. Теорія використовується для передбачення швидкостей реакцій, розподілу продуктів за енергіями чи швидкостями.